# 西鉄プラザ
株式会社西鉄プラザ（にしてつプラザ）は、かつて存在した西鉄グループを構成する西日本鉄道の完全子会社で、福岡県福岡市に本拠を置くレストラン、ファーストフードなどの主に飲食店を運営していた企業。2021年10月1日付で飲食事業を会社分割により西鉄ストアに譲渡後、2022年3月23日に清算結了し、法人格が消滅した

## 概要
創業は1941年10月10日の株式会社糸島農園まで遡る。1946年6月に西鉄本社に設置した臨時生活部のもと、同年8月に従業員の食糧確保を目的として買収された。現在は飲食店事業を中心とするが、かつては天神大牟田線の駅売店も運営していた。

## 沿革
- 1940年10月10日 - 株式会社糸島農園設立[2]
- 1959年5月 - 本社を福岡市天神町13番地に移転
- 1964年1月 - 株式会社プラザに商号変更[2]
- 1966年
  - 7月 - 株式会社西鉄プラザに商号変更[2]
  - 8月 - 西鉄の観光事業部から西鉄大牟田線駅売店、パーラー、コーヒールームの事業を継承
- 1967年9月 - 本社を福岡市天神2-13に移転
- 1974年7月 - 本社を福岡市中央区大名1丁目4番1号（NDビル）に移転
- 1999年8月 - 株式会社グランシェフ西鉄を合併
- 2002年4月[3]
  - 駅売店事業を会社分割により、西鉄ステーションサービスに譲渡
  - 株式会社じゃんくう西鉄を合併
- 2021年
  - 10月1日 - 飲食事業を西鉄ストアに吸収分割合併
  - 12月15日 - 本社を福岡市博多区博多駅前（博多センタービル）に移転[4]。
- 2022年3月23日 - 清算結了、法人格消滅[5]

## 運営店舗
以下は、飲食事業を西鉄ストアに分割吸収される前日の2021年9月30日時点での店舗である。
博多やりうどん
1967年に西鉄北九州線折尾停留所構内で開業したのを皮切りに、2021年9月現在、福岡店（西鉄福岡（天神）駅構内）、別邸（福岡空港国内線ターミナルビル内）、久留米店（西鉄久留米バスセンター構内）を運営。かつては西鉄二日市駅や、花畑駅、三ヶ森駅、姪浜駅、貝塚駅、チャチャタウン小倉および独立店舗の飯倉店も運営していた。当社最古の店舗ブランドではあるものの、2016年12月21日に、「やりうどん」からブランド名を変更した。
マリンワールドレストランReilly(レイリー)
マリンワールド海の中道内
香椎花園レストラン森のキッチン
西鉄香椎花園内
ぎおん邸
博多バスターミナル8F
アジアン磯貝じゃこくじら
西鉄ホテルクルーム博多1F
ドトールコーヒーショップ
西鉄福岡駅店・薬院駅店・天神ソラリアステージ店・天神ソラリア店・チャチャタウン小倉店を運営。かつては聖マリア病院内でも運営していた。なお、西鉄福岡駅店と薬院駅店は西鉄ストアから営業譲渡を受けた店舗である。
ミスタードーナツ
1973年よりフランチャイズ運営。大濠ショップ・福岡天神ショップ・西鉄薬院店ショップ・小倉砂津ショップ（チャチャタウン小倉内）・西鉄久留米ショップ（西鉄久留米バスセンター構内）・ゆめタウン大牟田ショップを運営する。西鉄久留米店は1980年に年商2億5000万円と当時日本一の年商を達成し、その後も5年連続で日本一であった。
カフェティ
西鉄久留米駅構内の1店舗。かつては西鉄福岡（天神）駅でも運営していた。
ローソン
ローソン 西鉄ホテルクルーム博多店を運営。
リンガーハット
イオン小郡店・コムシティ黒崎店・チャチャタウン小倉店を運営。

## 閉店・営業譲渡した主な店舗
- 1975年時点では、駅売店、レストラン、喫茶、麺類、ドライブイン、ミスタードーナツ合わせて93店舗を運営していた[8]

BIG CUP
喫茶店、福岡店（西鉄福岡駅）、バスセンター店（福岡バスセンター）、カフェテラスBC店（西鉄名店街味のタウン）、大橋店（大橋駅）、高宮店（高宮駅）、二日市店（西鉄二日市駅）、久留米店（西鉄久留米駅）、栄町店（新栄町駅）
RETHINK CAFE with Ploom TECH
ソラリアステージ2FにあるJTとのコラボ店であった。
NP Smile
天神大牟田線駅構内売店
コンビニエンス型の駅売店。2002年4月を以て両者とも西鉄ステーションサービスに営業権を譲渡された。
レストランプラザ
天神コア開業前の西鉄街や、久留米西鉄名店街店、藤崎店、焼き肉レストラン「プラザ」などが存在した。
ドライブインプラザ
1969年の武雄店を皮切りに、山鹿店、大村店、宗像店、桜台店、田主丸店、春日店、田原坂店、大分店、佐賀店などを運営していた。
DPEの店エピック
下大利駅ビルに所在した。
ビアレストランじゃんくう
ソラリアステージ5階・6階に所在したビアレストラン。2010年6月6日閉店。
喫茶「プラザ」
飯塚店
喫茶「エスト」
グランシェフ
福岡空港にあったレストラン。
はち屋
やりうどんの上位ブランド。2007年9月、福岡空港国内線ターミナルビル出店を皮切りに、イオンモール香椎浜店、イオン小郡店を運営。福岡空港国内線ターミナルビルに出店するものは「やりうどん 別邸」に名称を変更され、他は閉店した。
大戸屋
閉店したミスタードーナツ飯倉店の建物を居抜きする形で開店。大戸屋閉店後はやりうどんとなるが2021年閉店。
到津遊園内レストラン